# Physocleora albiplaga
Physocleora albiplaga är en fjärilsart som beskrevs av W. Warren 1907. Physocleora albiplaga ingår i släktet Physocleora och familjen mätare. Inga underarter finns listade i Catalogue of Life.